# Индокитайская белозубка
Индокитайская белозубка, или серая белозубка (лат. Crocidura attenuata) — вид млекопитающих рода Белозубки семейства Землеройковые.

## Распространение
Бутан, Вьетнам, Индия (Ассам, Сикким), Камбоджа, южный Китай (включая Хайнань), Лаос, Малайзия, Мьянма, Непал, Таиланд; известна сомнительная находка с острова Batan (Филиппины).

## Описание

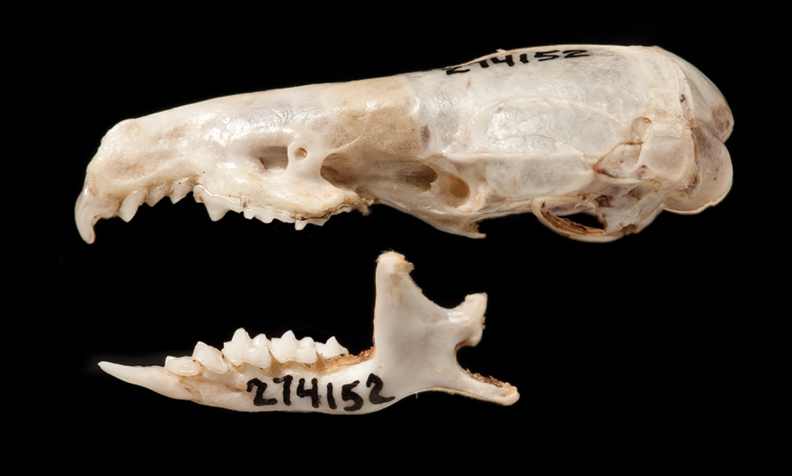
Череп Crocidura attenuata.

Встречаются в разнообразных условиях, включая низинные и горные тропические и субтропические леса, бамбуковые леса, кустарники, вторичные леса у рек.
Включены в «Международную Красную книгу» (англ. IUCN Red List of Threatened Animals) МСОП.
Для китайских материковых популяций показан кариотип (2n = 35-38, FN = 54), отличный от кариотипа тайваньской популяции (2n = 40, FN = 56), на основании чего последние были выделены в отдельный вид Crocidura tanakae.